# Haploglenius neoguineensis
Haploglenius neoguineensis is een insect uit de familie van de vlinderhaften (Ascalaphidae), die tot de orde netvleugeligen (Neuroptera) behoort. 
Haploglenius neoguineensis is voor het eerst wetenschappelijk beschreven door Navás in 1914.